# 澳廣視天氣報告
《午間天氣報告》和《天氣報告》是澳門廣播電視股份有限公司新聞及資訊部製作的一系列天氣預報節目，在澳視澳門和澳門資訊播出。

## 各節目版本及播映時間
《午間天氣報告》：每天13:00於澳視澳門播出，每天13:27於澳門資訊播出。

《天氣報告》：每天19:55於澳視澳門和澳門資訊同步播出。

## 歷史
- 1984年由澳廣視啟播起已設有，中文版本於新聞播出後隨即播出，葡文版本於新聞播出前播映，並且由澳門氣象台提供資料。[1] [2]
- 1990年，澳廣視將原來一條頻道分拆為澳廣視第一台 (葡文台)和澳廣視第二台 (中文台)，其中澳廣視第一台的天氣報告節目繼續在《葡語新聞》播畢後播出，而澳廣視第二台的天氣報告節目在《澳視新聞》播畢後播出。
- 2000年代起，葡文台的《天氣報告》節目併入《葡語新聞》並成為結束節目前的最後一個環節，中文台的節目維持不變。
- 2008年至2011年12月，《天氣報告》由澳廣視藝員主持，一度由3澳門冠名贊助。[3]
- 2012年1月，《天氣報告》改由新聞及資訊部製作，由該部門的記者或當天新聞主播主持並預先錄製。[4]
- 2012年4月2日，因全新新聞演播室啟用，《天氣報告》改預先在新聞演播室進行錄製。[5]
- 2012年8月，《澳視新聞》節目時間延長55分鐘，節目改在19:55-19:57播出。
- 2012年9月3日，澳門資訊啟播，與澳視澳門同步播出該節目。
- 2019年5月，為配合澳廣視新聞改版，於中午增設《午間天氣報告》，初期由該部門的記者或當天新聞主播在鏡面中主持。[6]
- 2020年7月，因新聞演播室進行改造，《天氣報告》節目改在虛擬攝影棚製作。《午間天氣報告》同時改為該部門的記者或當天新聞主播錄音製作。[7]
- 2021年1月13日，新聞演播室改造後重新啟用，《天氣報告》改回在演播室預先錄製。[8]

## 節目內容
以下為《午間天氣報告》各環節的大致內容：
- 衛星雲圖
- 以動物形式動畫預測當日天氣
- 今日天氣 (溫度、濕度、紫外線指數)
- 空氣質量指數
- 天氣預告 (5日天氣)
- 世界各大城市天氣概況

以下為《天氣報告》各環節的大致內容：
- 今日天氣 (溫度、濕度、各區最高空氣質量、最高紫外線指數)
- 衛星雲圖
- 一周天氣預測 (逢星期六由氣象局人員以錄音方式匯報)
- 以動物形式動畫預測當日天氣
- 明日天氣 (溫度、濕度、紫外線指數) (星期一至五及星期日)
- 空氣質量指數
- 天氣預告 (5日天氣) (星期一至五及星期日)
- 世界各大城市天氣概況

## 世界各大城市天氣
- 中國大陸：北京、上海、廈門、廣州、台北
- 亞洲：東京、首爾、馬尼拉、曼谷、新加坡、雅加達
- 歐洲：倫敦、阿姆斯特丹、巴黎、法蘭克福、里斯本
- 美洲：紐約、三藩市、洛杉機、多倫多、溫哥華

## 主持
由新聞及資訊部的當天新聞主播或記者主持，如在特別情況改為配音錄製方式主持。《午間天氣報告》至今維持以配音錄製方式主持。

## 音樂
Jean-Michel Jarre - Oxygene, Pt. 1  (1984年啟播至1990年) 

Jim Brickman - Serenade (2007年起至今)

## 特殊安排和事故
- 2017年8月24日，超強颱風天鴿對澳門造成廣泛性嚴重破壞，時任行政長官崔世安於下午6時30分召開記者會交待澳門受災情況和善後工作，《澳視新聞》在記者會結束後延至晚上8時20分播出，於晚上9時13分結束。導致緊接的《天氣報告》節目延至於晚上9時14分播出。[9]
- 2020年6月19日，當日的《天氣報告》中的國內其他城市，台北的最高氣溫誤值成攝氏40度[10]。
- 2022年12月24日，因當天《澳視新聞》插播行政長官賀一誠完成北京述職後見記者，節目延至晚上8時10分結束，其後澳視澳門和澳門資訊的《天氣報告》節目延至晚上約8時15分播出。
- 2023年7月17日，受強烈熱帶風暴泰利影響，地球物理暨氣象局於晚上8時由八號東南風球改發三號風球，當天《天氣報告》節目沒有播出。

## 外部連結
- 澳廣視新聞主頁 （页面存档备份，存于）
- 澳廣視新聞facebook專頁 （页面存档备份，存于）